# Johnny Mirabal
Johnny Jair Mirabal Arboleda (Guasdualito, Apure, Venezuela, 30 de junio de 1990) es un futbolista venezolano que juega como defensa y actualmente se encuentra sin equipo.

## Biografía
Estuvo con el Caracas ''B'' desde el año 2006 hasta el 2007. Posteriormente fue traspasado al primer equipo del Caracas, donde logró un título, un subcampeonato y participó en dos Copa Libertadores, donde en la última alcanzó los cuartos de final.
Fue fichado por el ACD Lara y en el año 2010 logró el cupo para la edición de la Copa Sudamericana 2010 tras finalizar en la cuarta posición.

## Sudamericano Sub-17
Participó en el Campeonato Sudamericano Sub-17 de 2007 disputado en Ecuador en dónde la Selección de fútbol de Venezuela estuvo a punto de lograr la primera clasificación a un Mundial, tras finalizar quintos a un punto de Perú quien se quedó con el último boleto. Fue el lateral derecho titular de aquel equipo.

## Clubes
| Club                 | País      | Año           | PJ | Goles |
| -------------------- | --------- | ------------- | -- | ----- |
| Caracas F.C.         | Venezuela | 2007 - 2009   | 29 | 0     |
| ACD Lara             | Venezuela | 2009 - 2010   | 15 | 1     |
| Deportivo Anzoátegui | Venezuela | 2010 - 2013   |    |       |
| Deportivo La Guaira  | Venezuela | 2013          | 9  | 0     |
| Deportivo Anzoátegui | Venezuela | 2014-presente |    |       |

## Palmarés
| Título         | Club                 | País      | Año  |
| -------------- | -------------------- | --------- | ---- |
| Copa Venezuela | Deportivo Anzoátegui | Venezuela | 2012 |